# The Blossoms

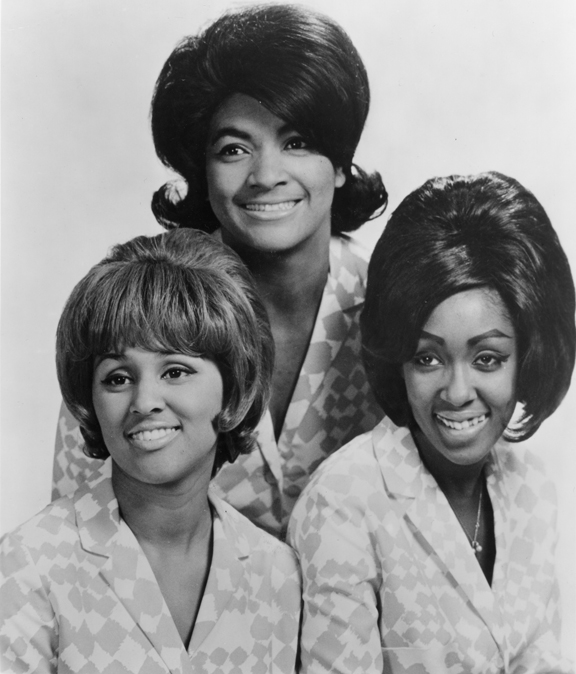
The Blossoms, 1966 (v. l. n. r.: Darlene Love, Fanita James, Jean King)

The Blossoms ist eine US-amerikanische Girlgroup, die von 1954 bis 1990 aktiv war. Seit 2013 treten sie manchmal noch in Erscheinung. Die bekannteste und langlebigste Besetzung der Gruppe bestand in den 1960er Jahren aus Fanita James, Jean King und Darlene Love. Neben eigenen Singleveröffentlichungen trugen die Blossom Begleitgesang auf einigen großen Hits der 1960er Jahre bei.

## Biografie
Die Gruppe entstand erstmals 1954 als Sextett unter den Namen The Dreamers. Gründungsmitglieder waren die Zwillingsschwestern Annette und Nanette Williams sowie Gloria Jones, Fanita James, Jewel Cobbs und Pat Howard, die sich an der Fremont High School in Los Angeles kennenlernten. Die Dreamers sangen zunächst nur Spirituals, da die Eltern von einigen der Mädchen nicht wollten, dass sie säkulare Musik wie Rhythm and Blues sangen.
Der Musiker Dexter Tisby, der mit seiner Doo-Wop-Gruppe The Penguins bereits sehr erfolgreich war, stellte die Dreamers anderen Musikern in Los Angeles vor. Die Gruppe veröffentlichte zunächst einige Singles mit Richard Berry bei Flair Records, darunter eine Coverversion von At Last, aber auch eigene Kompositionen von Berry. Bereits zu diesem frühen Zeitpunkt entwickelten sich die Dreamers als gefragte Studio-Backupgruppe für andere Künstler.
1957 unterzeichnete die Gruppe einen Plattenvertrag bei Capitol Records, wo die nächsten drei Singles erschienen. Capitol benannte die Gruppe in The Blossoms um. 1958 stieg Nanette Williams aus und wurde von Darlene Love ersetzt, die fortan den Leadgesang übernahm. 1959 übernahmen die Blossoms Background-Gesang auf Sam Cookes Hit Everybody Loves to Cha Cha Cha. 1961 stieg auch Annette Williams aus.
Im November 1962 hatten die Blossoms mit dem von Gene Pitney geschriebenen Song He’s a Rebel einen Nr.-1-Hit in den US Billboard Charts. Die Single wurde aber als eine Platte der Crystals veröffentlicht, die von Phil Spector produziert wurden. Spector hatte erfahren, dass Vikki Carr den Song als ihre Debütsingle für Liberty Records aufnehmen wollte und beschloss daher, eine eigene Version mit seiner zu dem Zeitpunkt sehr erfolgreichen Gruppe The Crystals zu produzieren. Die Crystals waren gerade auf Tournee an der Ostküste, daher lud Spector spontan die Blossoms für die Aufnahmesession ein.
Die Blossoms blieben in den folgenden Jahren Spectors favorisierte Studioband. Sie sind auf einigen großen Hits der 1960er Jahre zu hören, darunter Johnny Angel von Shelley Fabares (US Nr. 1, April 1962), Monster Mash von Bobby Pickett (US Nr. 1, September 1962), Be My Baby der Ronettes (US Nr. 2, August 1963), The Shoop Shoop Song von Betty Everett (US Nr. 6, April 1964), You’ve Lost That Lovin’ Feelin’ der Righteous Brothers (US Nr. 1, Februar 1965) und River Deep – Mountain High von Ike & Tina Turner (UK Nr. 3, Juni 1966).
Darlene Love und Fanita James brachte Spector zudem zusammen mit Bobby Sheen als neue Gruppe Bob B. Soxx & the Blue Jeans zusammen, die mit ihrer Single Zip-a-Dee-Doo-Dah im November 1962 Platz 8 der US-Charts erreichten.
1963 sangen die Blossoms mit Doris Day auf ihrer Single Move Over, Darling, der Titelmelodie für den Film Eine zuviel im Bett (Regie: Michael Gordon).
Ab 1964 waren die Blossoms mit dem neuen Mitglied Jean King (1938–1983) regelmäßige Performer der neuen Musiksendung Shindig! auf ABC. Im gleichen Jahre waren sie in dem Konzertfilm T.A.M.I. Show zu sehen, wo sie Begleitgesang für Marvin Gaye beitrugen und später einen erschöpften James Brown anfeuerten. 1968 war die Gruppe in Elvis Presleys NBC-Special Singer Presents … Elvis zu sehen.
Gegen Ende der 1960er Jahre erschienen weitere Singles bei Reprise, MGM und Ode, wo die Gruppe 1967 eine Coverversion von Laura Nyro Stoney End herausbrachte. 1972 erschien bei Lions Records das einzige Album der Blossoms, Shockwave.
Darlene Love verließ die Blossoms 1974. Jean King starb 1983 nach einem Herzinfarkt. Fanita James hielt die Gruppe in wechselnden Formationen und mit nachlassendem Erfolg bis 1990 am Leben.
2013 wurden die Blossoms in Morgan Nevilles Oscar-gekröntem Dokumentarfilm 20 Feet from Stardom thematisiert.

## Diskografie

### Studioalben
- 1972: Shockwave (Lion Records LN 1007)

### Singles
- 1957: „He Promised Me“ / „Move On“ (Capitol F3822)
- 1957: „Little Louie“ / „Have Faith in Me“ (Capitol F3878)
- 1957: „No Other Love“ / „Baby Daddy-O“ (Capitol F4072)
- 1959: „Hey Sport“ / „Young Love Swings the World“ (RCA Victor 47-7546) – als The Playgirls
- 1959: „Gee, But I'm Lonesome“ / „Sugar Beat“ (RCA Victor 47-7719) – als The Playgirls
- 1961: „Write Me a Letter“ / „Hard to Get“ (Challenge 912)
- 1961: „Son-In-Law“ / „I'll Wait“ (Challenge 9109)
- 1962: „Big Talking Jim“ / „The Search is Over“ (Challenge 9138)
- 1962: „There Oughta Be a Law“ / „Hootchy Cootchy Girl“ (Smash S-1777) – als Yolanda and the Charmanes
- 1963: „My One and Only Jimmy Boy“ / „For My Sake“ (Colpix CP-712) – als The Girlfriends
- 1963: „Gee What a Guy“ / „Stuck On You“ (Domain 1018) – als Yvonne Carroll and the Roulettes
- 1963: „Guitars, Guitars, Guitars“ / „Surfin' Blues (Part 1)“ (Stacy Records 964) – als Al Casey with the K-C-Ettes
- 1963: „Lonely Weekends“ / „Surf Train“ (Reprise R-20 213) – als The Fairlanes
- 1964: „3625 Groovy Street“ / „What Are We Gonna Do in '64?“ (Reprise 0253) – als The Wildcats
- 1965: „The Huckle-Buck 65“ / „Pitter Patter“ (CRC Charter CR-1019) – als The Birdies
- 1965: „That's When The Tears Start“ / „Good, Good Lovin'“ (Reprise 0436)
- 1965: „Things Are Changing“ / „Things Are Changing“ (Ad Council T4LM-8172-1)
- 1966: „Let Your Love Shine On Me“ / „Deep Into My Heart“ (Reprise 0522)
- 1966: „Lover Boy“ / „My Love, Come Home“ (Reprise 0475)
- 1967: „Wonderful“ / „Stoney End“ (Ode Records ZS7 101)
- 1967: „Cry Like a Baby“ / „Wonderful“ (Ode ZS7 106)
- 1967: „Good, Good Lovin'“ / „Deep Into My Heart“ (Reprise 0639)
- 1968: „Tweedlee Dee“ / „You Got Me Hummin'“ (MGM K 13964)
- 1969: „You’ve Lost That Lovin’ Feelin’“ / „Something So Wrong“ (Bell Records 780)
- 1969: „Soul and Inspiration“ / „Stand By“ (Bell Records 797)
- 1970: „Break Your Promise“ / „One Step Away“ (Bell Records 937)
- 1970: „I Ain't Got to Love Nobody Else“ / „Don't Take Your Love“ (Bell Records 857)
- 1972: „Touchdown“ / „It's All Up To You“ (Lion 108)
- 1972: „Cherish What Is Dear to You (While It's Near to You)“ / „Shockwave“ (Lion 125)
- 1972: „Grandma's Hands“ / „Cherish What Is Dear to You (While It's Near to You)“ (Lion 125)
- 1977: „Walking On Air“ / „There's No Greater Love“ (Epic 8-50434)
- 1977: „A.P.B.“ / „There's No Greater Love“  (MAM 168)
- 1989: „Lonely Friday Night“ / „The Last Letter“ (Classic Artists Recordings 45-110)

### Kompilationen
- 2006: They Came to Sing Vol. 1 (Gerry Giraffe 1001)
- 2006: They Came to Sing Vol. 2 (Gerry Giraffe 1002)